# Capnia gracilaria
Capnia gracilaria är en bäcksländeart som beskrevs av Peter Walter Claassen 1924. Capnia gracilaria ingår i släktet Capnia och familjen småbäcksländor. Inga underarter finns listade i Catalogue of Life.